# The Dawn Raids Volume 1
The Dawn Raids Volume 1 is een ep van The Pineapple Thief. The Dawn Raids was de oorspronkelijke titel van het muziekalbum Tightly Unwound. Tijdens de afronding van de opnamen kreeg het album haar definitieve naam en bleef een aantal composities op de plank liggen. De ep is in een oplage van 2000 stuks geperst.

## Musici
- Bruce Soord – zang, gitaar en toetsen;
- John Sykes – basgitaar;
- Keith Harrison – slagwerk;
- Steve Kitch – toetsen

## Composities
Allen van Soord
1. Tightly unwound (oorspronkelijke versie)
2. The West Coast
3. February 13th
4. Too far gone